# 若原雅夫
若原 雅夫（わかはら まさお、1917年1月1日 - ）は、日本の俳優。
1940年代から1950年代前半にかけて、数多くの映画作品に出演し、そのルックスから「和製シャルル・ボワイエ」と称された。

## 来歴

### 幼少期
出身地は東京市牛込区。1917年（大正6年）1月1日生まれ。児玉家の姉の次に長男として生まれ、父の「生命長く、男として立派なものになるように」との願いから「稔」と命名される。家業は映画館経営。東京、北海道小樽市、福島県郡山市などで経営。そのため、幼児の時から映画に興味を覚え、父が経営する映画館で、映画を観ることに親しんだ。小樽には4歳まで生活し、そのあと福島県郡山市を経て、7歳の時、学校へ入るため再び上京し、以後、学生時代を東京の学校で過ごした。
彼の自伝「私の歴史」 によれば、彼が学問の必要性を感じたのは、小学校4年生の時であったと言う。彼はその年、下落合の家から豊島区に転居して、直ぐに長崎小学校に入学した。その頃から猛烈に勉強を始めた。それは、「少しでも良い成績をとって、良い学校に入学したいという欲望が湧いてきたから」だと言う。その結果、5～6年生では頑張って優秀な成績を収めて級長になり、市立二中に好成績で入学できたと言う。

### 学生時代から新興キネマ
府立二中から、大学進学を志望していた時、父の事業が不振に陥ったため、親の経済援助を当てにすることは出来ないと考えた。そのため、叔父のつてで日清生命のエレベーターボーイをして15円の給料を貰い、下宿代、交通費、学費などを自分で賄ったと言う。昼食は抜きで、すり切れた洋服を着ていたという。これが一番苦しかった時代だったと書いている。然し、その苦しい中でも学業に打ち込み、早稲田第一高等学院に入学。
在学中、新興キネマで俳優募集をしていたので、友人二人と共に応募して若原だけが合格。俳優学校で一年間の研修期間を経て、1936年（昭和11年）、新興キネマに正式入社する。その時の講師に千田是也、菅井一郎がいた。仕事は未だエキストラの役であったが、撮影所の仕事の方が面白くなり、学校は自然退学した。
入社して半年目に召集されたが、1940年（昭和15年）の春、鎖骨を損傷して除隊となる。再びスタジオの門をくぐり、既知の脚本家と監督に出会い、二人の熱心な勧めで俳優を続けることに。その時、芸名を「若原雅夫」とした。由来は、早稲田大学野球部の人気投手・若原正蔵と、新興で世話になった今村正夫の名のアレンジによる。

### 新興キネマ〜大映〜松竹時代

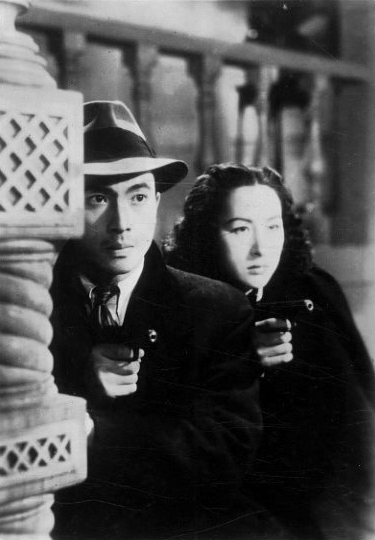
1941年の映画『新生の歌』での若原雅夫と逢初夢子

新興キネマ入社後、若原の初出演映画は、1940年2月、真山くみ子の相手役として主人公に抜擢された『荒野の妻』で、初出演初主役として評判となった。
新興キネマに所属中の約2年2か月間、21本の映画に出演。その後大映に代わってからは、『誰か故郷を想わざる』『南進女性』『真人間』『南国絵巻』『愛の花束』『春遠からじ』『母よ嘆く勿れ』などに、主役、準主役で出演した。
さらに、大映時代では『風雪の春』、『別れも楽し』、戦中最後の映画『最後の帰郷』。一方、戦後最初の出演映画で、且つ、戦後初の日本で初めて接吻のシーンを描いた話題作『或る夜の接吻』、『修道院の花嫁』、『花咲く家族』、『君かと思ひて』などに主演。以後、『土曜夫人』、昭和初期に繁栄していた製糸産業の内部問題として女性の生き方を取り上げた『時の貞操』、『誰に恋せん』では、水戸光子、原節子、高峰三枝子と組んで、品格のある二枚目としての評価が定着し、着実にスターの道を登って行った。
高峰は1948年、上原謙と『懐かしのブルース』で共演した。映画はこの後も音楽映画として続く予定だったが、次の相手役が変更になったことについて、高峰の自著にこんなことを書いている。「歌う映画では私の方が主演ですから、先輩の上原さんは(ご自分が主役にならないことに)ご不満のようで、「別れのタンゴ」ではお断りを受けたのです。そこで、相手役を誰にするかマネージャーと相談して、前年に「誰に恋せん」で共演した大映のスターの若原雅夫さんを引き抜くことにした」と。
この『別れのタンゴ』も、レコードと共にヒットしたので、翌年に予定していた『想い出のボレロ』、さらに『情熱のルムバ』と、若原とのコンビが続いた。
若原は 昭和24年(1949年)、5年契約で松竹の専属となり、作品に恵まれて、年間10数本の映画に出演。高峰三枝子との共演では『別れのタンゴ』『情熱のルムバ』など音楽映画3作、永井隆のベストセラー『長崎の鐘』、木下恵介監督がパリ滞在中に学んだ前衛作品に影響された『カルメン純情す』、三島由紀夫の話題作『夏子の冒険』、中村登監督の『旅路』などが評判を得た。この中で、1953年1月封切りの『夏子の冒険』は、2つの記録を残した。物語の概要は、若く美人で良家の娘で主人公の夏子は、突然「世の中が嫌になった。修道院へ行く」と宣言。北海道の修道院へ行く船で、井田毅と言う目の輝いた若者と知り合いになる。話を聞くうちに彼の熊退治に興味を持ち、修道院行きを止めて、毅と共に熊の仇討をする…と言うストーリー。
この映画の2つの記録とは、まず、『夏子の冒険』が、前年の1952年、日本で初めて製作された総天然色映画『カルメン故郷に帰る』に続く2作目のカラー映画として、評判を得たこと。第2は物語の面白さ、人気俳優陣の出演などの効果で大きな話題となり、1952年度の日本配給総収入ランキング第4位の大ヒットとなった。ちなみに『夏子の冒険』の配給収入額は1億0718万円。2位から4位までの収入額は、100万円ずつの僅差だった。
永井隆の『長崎の鐘』は、長崎の被爆体験をまとめた随筆で、当時のGHQの検閲によりすぐには出版の許可が下りなかったが、1949年に出版が許可され、ベストセラーとなった。映画は、1950年、松竹が永井の亡くなる10ヶ月前に『長崎の鐘』として完成した作品となった。映画で若原は主人公の永井隆を演じた。原爆が投下された長崎の様子、最愛の妻を失い、自身も大学で研究中に被爆。その中で、結核予防のために学生や長崎市民等に行ったレントゲン撮影。さらに、放射能による自身の白血病との闘いの中で、人類愛に満ちた生涯を送った本人を好演した。『長崎の鐘』は、松竹が一般公開前に、永井のために特別上映した。そのことについて、永井隆の子息、誠一（映画では誠）は、自身の著書で、「「長崎の鐘」は1950年8月に完成した。公開に先立ち、松竹は一般公開の前に永井の自宅「如己堂」の前庭に特製の布スクリーンを張って、野外試写会を催された。寝たままで鑑賞した永井は、映し出された長崎の情景や、永井自身、家族らの言動を見つめ、松竹映画の厚情と、思いやりに感謝した」と綴っている。

### 松竹退社後
松竹を退職して1954年にフリーになってからは、佐田啓二に代表される若手の俳優との世代交代の波に押されていた。日活、東宝、東京映画、歌舞伎座などで、主に助演として出演した。その頃のテレビの台頭とともに自身もテレビ出演に方針を替え、多くの作品に出演した。映画では『昭和30年代の日本・家族の幸福 親子編』（記録映画社・桜映画社・日本映画新社制作、1961年）のうちの一遍『風光る日に』(55分）に出演している。
1973年、肺炎になり阪急ドラマシリーズ『結婚許しません』出演以降は俳優活動を休止し、引退状態となった。

### 引退後
芸能界引退後は大阪でクラブやステーキハウスの経営をしていたが、1985年8月12日に一人息子で当時国際基督教大学2年生だった長男を日本航空123便墜落事故で亡くした。長男はコーネル大学での留学を終え、アメリカから羽田に戻り、空席待ちをして、前方窓際の座席に座っていた。事故の知らせを受けた若原は、翌13日に多数の犠牲者の遺体が安置されていた群馬県藤岡市民体育館に駆けつけ、遺体の確認を待った。一週間ほど経って、185センチ以上の長身の遺体が見つかったと連絡を受けた。若原はすぐに自分の息子と信じたが、歯形が使えず本人と認証する術がなかった。しかし長男が一歳の時から足形と手形を記録していたので、これを自宅に取りに戻り、鑑識担当者へ持参して照合した。その結果、長男であることが直ちに確認された。翌19日、長男は芦屋市の自宅に無言の帰還をした。皮肉にも今まで成長の記録として残してきた手形と足形が身元確認の決め手となった。
当時、芸能界を引退し兵庫県芦屋市に居住していた若原は妻と離婚していたが、息子の死をきっかけに再び交流を持つようになり、その後は遺族団体の代表幹事を務めた。
1988年6月に事故の和解が成立した以降の消息は不明である。2004年に亡くなったという情報がある。

## 評価
田中重雄によれば、「最初の2年間は、宇佐美淳、伊沢一郎、水島道太郎など、トップの俳優陣がでんとしていたので、若原の進出の隙間がなかったから、彼にとり苦しい時代であったはずであった。然し、若原君は決して腐らず、愚痴も言わずによく頑張った。私は大した役も付かなかったこの2年間に、若原君の偉さを認めた。また、ロケーションで天候が悪く撮影が延びると大抵は、愚痴を言ったり酒で憂さ晴らしをするが、若原君は一人黙って読書をしたり、釣りをやったりしていた」と、監督は若原の人柄を褒める。
田中は更に、(1945年の)「別れも愉し」までの彼は、上原謙のイミテーション的存在であった。ところが、終戦後、男優陣が宇佐美一人になったその間隙に（伊沢一郎は未復員だった）、若原が出てきて以来、彼のイミテーション的なものは消滅し、当時30歳の俳優が少ない邦画界に於いて、この世代の風格を備えたのは、彼一人と言っても過言ではない」と言う。
また、評論家の小林勇吉は「先輩の宇佐美や原健策などがトックに大映を飛び出して行ったのに、若原はおとなしく残って仕事をしていた。が、やがて時運到来して、千葉泰樹監督の「花咲く家族」辺りでグンと認められて、松竹まで買われて行くようになれたという過去がある」と言う。
極東シネマでの田中重雄について若原は彼の自伝で、次のように書いている。「田中重雄監督には大変可愛がっていただき、作品にはよく出してもらいました。(註：田中監督の作品に出演した若原の出演映画は15本程) お陰でだんだん仕事も順調になってきました。「雷雨」、「土曜夫人」、「すいれん夫人とバラ娘」等々、大映の二枚目俳優として重宝がられるようになりました」と、監督に感謝している。。
1940年から1948年まで9年間、約50本の映画に出演しているが、一般に「出世が遅い」と言われていた。その根拠を小林勇吉と若原が出演した映画の田中重雄監督が説明している。小林勇吉は先ず、「若原が所属していた新興キネマの大泉撮影所が、東宝、松竹、日活と比べて一級下に見られていた。それ故、若原は自然と一流会社のスターより下位に片付けられたことが、ハンデキャップになっていた。それに、若原は美貌ではあるがタフな所がない。このことも、会社が彼を長く純二枚目に引き留めるに役立ってしまった」と語っている。
然し、一方でその辛抱が実り、田中は次のように評価する。「『時の貞操』(1948年) の若原君は、演技上からは未だ言うべき處があるが、あの渋み、風格には、私も見ていてあゝいい俳優になったものだなあ…との感を深くした次第。『花咲く家族』(1947年) の千葉泰樹氏（監督）は、彼は珍しく癖のない俳優だそうで気に入っている由。千葉さんの『花咲く家族』で彼は、十分にその役の責任を果たし、あのような佳作が生まれ出たのである」。
評論家、映画制作担当者の小倉武志は、『今日までの苦闘10年 若原雅夫物語』 で、次のようなことを述べている。「1950～51年の2年間に若原は二十数本の映画に出演し、「『何でも演ります』の如く無計画な仕事ぶりであった」。「然し、その反面、彼の人気は上がる一方であった。それは演技力より、彼独特の二枚目としての個性、ニュアンスが映画大衆にもてはやされた結果であった」と書いて警鐘を鳴らした。小倉が、『今迄どの映画が自分が出演した中で一番いいと思うか』を尋ねると、若原は「『長崎の鐘』の永井隆。好きだったのは、今までの僕にない新しい役を開拓した作品として忘れえぬ『春の潮』の筈見栄児役、これ位です」と答えた。「これは、彼にとっては大変な寂しさであり、不運でもある」という。「売れっ子は辛いです。先ず、商売本位に企画を立てられますからね。」然し、これは彼だけではない。日本の二枚目スターの共通した嘆きの言葉とも受け取れる。
事実、若原は、上述の2作品について「未だにファンが『あの役は良かった』と言って来る」と語る。そして「かの有名な人格者、永井隆先生になれたことは、一生の思い出になる役でした。あの時、僕は全く真剣でした。人格を汚すような下手なことは出来ないと思い、永井先生になったつもりでやりました。今までの僕にない新しい役を開拓した作品として、忘れ得ぬものです」。

## 人物
『長崎の鐘』撮影中の1950年春、松竹が現地長崎でロケを開始した時、永井隆に面会している。永井の息子の永井誠一の著書によれば、「主役の若原雅夫氏と月丘夢二さんがあいさつに来室した。永井は、病身であることを忘れたような笑顔で、凛々しく美しい人気俳優に見とれながら談笑した」と書いている。片岡弥吉著の『永井隆の生涯』(中央出版社）には、その時の写真が掲載されている。写真に写った若原は、長崎が爆撃でやられ、妻を必死で探していた時のボロボロになった撮影中の姿で「『如己堂』を訪れて永井氏に会見し、月丘と共に永井氏の性格を学び取ろうと多くの質問をされた。」  という。
1949年、『映画ファン』特集記事の中で若原は半生を振り返り、「自分の歩んできた道を振り返って、果たしてこんなことでいいかと僕は今、一つの転機に立った自分を見出します。大船と言う温床で色々の人々から大切にされ、その人々の陰の力で「若原雅夫」として一人前になったような気持ちでいましたが、よりよき俳優になるためには、 今が大切なのだという気がしてきました。人の命は尊いものです。僕は、映画「生きる」を見て、しみじみと生命の尊さを知らされた気がしました。生きている限り、努力しなくてはいけないなと…。俳優「若原雅夫」は、今後大きな障壁に突き当たっても、それを打ち破り、うち破り、突き進んで行かなくてはいけないと思っています。」と語っている。

## 出演作品一覧

### 映画
※太字の題名は、キネマ旬報ベストテンにランクインした作品
- 荒野の妻（1940年2月、新興東京） - 下田露風 役
- 素晴らしき喧嘩（1940年2月、新興東京） - 長谷川啓 役
- 誰か故郷を想はざる（1940年4月、新興東京） - 木崎誠 役
- 母の願い（1940年4月、新興東京） - 若原 役
- 娘たづねて三千里（1940年5月、新興東京） - 青木二郎 役
- あべこべ劇場（1940年6月、新興東京） - 東久一 役
- 花嫁の喧嘩（1940年7月） - 小山陽太郎 役
- 真人間（1940年9月、新興東京） - 生野英吉 役
- 闘ふ母（1940年10月、新興東京） - 篠崎進 役
- 南進女性（1940年11月、新興東京） - 大井順八郎 役
- 笑ふ父（1940年12月、新興東京） - 志村政一 役
- 南国絵巻（1941年2月、新興東京）　- 若松信吉 役
- 新生の歌（1941年2月、新興東京） - 江崎克己 役
- 母の灯（1941年6月、新興東京） - 北崎 役
- 素晴らしき結婚（1941年6月、新興東京） - 杉山浩二 役
- 愛の花束（1941年7月、新興東京） - 佐伯 役
- 北極光（1941年8月、新興東京） - 角田座吉 役
- 舞ひ上がる情熱（1941年11月、新興東京） - 飛田周一 役
- 春遠からじ（1942年1月、新興東京） - 次郎 役
- 逞しき愛情（1942年3月、新興東京） - 祐三 役
- 母よ嘆く勿れ（1942年4月、新興東京） - 隆太 役
- 香港攻略 英國崩るゝの日（1942年11月、大映第一）
- 風雪の春（1943年3月、大映第一） - 広田聡一 役
- 出征前十二時間（1943年12月、大映東京）
- 父子桜（1944年、3月、大映東京） - 福佳教諭 役
- 肉弾挺身隊（1944年、9月、大映）
- 海の虎（1945年、2月、大映）
- 最後の帰郷（1945年、7月、大映） - 栗原軍曹 役
- 別れも愉し（1945年、9月、大映）
- 犯罪者は誰か（1945年12月、大映東京） - 息太郎 役
- 街の人気者（1946年3月、大映東京） - 岡村純造 役
- 或る夜の接吻（1946年5月、大映東京） - 貝殻一郎 役
- 君かと思ひて（1946年7月、大映東京） - 泉 役
- 雷雨（1946年8月、大映東京） - 山上洋介 役
- お嬢様お手を（1946年9月、大映東京） - 中村博士 役
- 修道院の花嫁（1946年9月、大映東京） - 相原 役
- 花嫁の正体（1947年2月、大映東京）
- 花咲く家族（1947年5月、大映東京） - 徹也 役
- 女囚36号（1947年7月、大映東京） - 真木刑事 役
- 夜行列車の女（1947年8月、大映東京） - 幸田千代次 役
- 東京の夜（1947年9月 大映東京） - 杉村順吉 役
- 土曜夫人（1948年1月、大映東京） - 木崎三郎 役
- われ泣きぬれて（1948年2月、松竹京都） - 主演・石川啄木 役
- 舞台は廻る（1948年4月、大映東京） - 丹羽稔 役
- 時の貞操 前篇（1948年6月、大映東京） - 津島東三 役
  - 時の貞操 後編
- たそがれ密会（1948年7月、松竹大船） - 清水敏夫 役
- 母（1948年8月、大映東京）
- 殺すが如く（1948年9月、大映東京） - 西田一平 役
- 誰に恋せん（1948年10月、大映東京） - 直木五郎 役
- すいれん夫人とバラ娘（1948年11月、東横） - 松方専務 役
- 虹を抱く処女（1948年11月、新東宝） - 三津田剛 役
- 新妻会議（1949年1月、東横） - 山井 役
- 男が血を見た時（1949年1月、大映） - 北沢一郎 役
- ボス（1949年2月、C・A・C） - 主演
- 麗人草（1949年3月、松竹京都） - 水野弘 役
- 別れのタンゴ（1949年4月、松竹大船） - 宮田浩三 役
- 流星（1949年5月、新東宝） - 速水恭輔 役
- 嘆きの女王（1949年6月、松竹大船）
- グッドバイ（1949年6月、新東宝） - 多田敬太 役
- 悲恋模様 前篇東京編（1949年8月、松竹大船） - 永門修太郎 役
  - 悲恋模様 後篇東京編（1949年9月）
- 大都会の顔（1949年9月、新東宝） - 村川謙二 役
- 真昼の円舞曲（1949年10月、松竹大船） - 西条実道 役
- 花の素顔（1949年11月、松竹大船） - 蓼真吉 役
- 花も嵐も（1949年12月 松竹大船） - 佐貫英太郎 役
- 東京カチンカ娘（1950年1月、新東宝＝青柳プロ） - 里見宏 役
- 宵待草日記（1950年1月、松竹大船） - 竹久夢二 役
- 想い出のボレロ（1950年4月、松竹大船） - 堀江浩一 役
- 母（1950年5月、松竹京都）
- 接吻第一号（1950年5月、松竹大船）
- 春の潮 前篇（1950年6月、松竹大船）
  - 春の潮 後篇（1950年6月）
- 長崎の鐘（1950年9月、松竹大船） - 主演・永井隆 役
- お嬢さん罷り通る（1950年10月、松竹大船） - 吾妻英策 役
- 東京新選組（1950年11月、松竹大船） - 浦島真吉 役
- 奥様に御用心（1950年12月、松竹大船＝田中絹代プロ） - 相沢良太郎 役
- 情熱のルムバ（1950年12月、松竹大船） - 宮原武治 役
- ザクザク娘（1951年1月、松竹大船） - 中川好夫 役
- 父恋し（1951年3月、松竹大船） - 牧田雄二 役
- 感情旅行（1951年4月、松竹京都） - 楠卓治 役
- 伊豆物語（1951年4月、東宝） - 今田 役
- あゝ青春（1951年6月、松竹京都） - 仙谷雷介 役
- 若い季節（1951年7月、松竹大船） - 宇津木勇吉 役
- 東京悲歌 （1951年9月、大映） - 田沼慎吾 役
- 南風（1951年9月、松竹大船） - 濱誠一郎 役
- あわれ人妻（1951年11月、松竹大船） - 友田浩内 役
- 適齢三人娘（1951年11月、松竹大船） - 竹林七郎 役
- 牝豹の地図（1951年12月、新東宝＝連合映画） - 西方清 役
- この春初恋あり（1952年1月、松竹大船） - 原一平 役
- 早春二重奏（1952年3月、松竹大船） - 武田壮太 役
- 二つの花（1952年4月、松竹大船） - 池島清紀 役
- お景ちゃんと鞍馬先生（1952年6月、松竹大船） - 馬淵章八 役
- 母の山脈（1952年7月、松竹大船） - 西脇宏一郎 役
- うず潮（1952年11月、松竹大船） - 杉本晃吉 役
- カルメン純情す（1952年11月、松竹大船） - 須藤一 役
- 情火（1952年12月、松竹京都） - 梅村速水 役
- 夏子の冒険（1953年1月、松竹大船） - 井田毅 役
- 夢見る人々（1953年2月、松竹大船） - 伴真也 役
- 姉妹（1953年4月、松竹大船） - 矢口一平 役
- 愛慾の裁き（1953年5月、松竹大船） - 槙伊之吉 役
- 旅路（1953年7月、松竹大船） - 阿多捨吉 役
- 南十字星は偽らず（1953年9月、新東宝） - ワッテンキン 役
- 家族あわせ（1953年11月、松竹大船） - 天知 役
- この太陽 第一部 暁子の巻（1954年1月、東映東京） - 杉山喬太郎 役
  - この太陽 第二部 多美枝の巻（1954年1月、東映東京）
- 今宵誓いぬ（1954年1月、マキノ・プロ） - 神崎龍一 役
- 美しき鷹（1854年2月、大映東京） - 九里万作 役
- 別離（1954年3月、松竹大船） - 佐貫駿一 役
- かくて夢あり（1954年6月、日活） - 桜谷宏 役
- 次郎長三国志 第九部 荒神山（1954年7月、東宝） - 吉良の仁吉 役
- お景ちゃんのチャッカリ夫人（1954年10月、松竹大船） - 五郎 役
- この子この母（1954年12月、松竹大船） - 尾形誠 役
- お月様には悪いけど（1954年12月、日活） - 桑原昭太郎 役
- 青春温泉夜話 湯の町椿（1955年2月、日活） - 梶原 役
- 花のゆくえ（1955年4月 日活） - 山岡昭二 役
- 春の夜の出来事（1955年6月、日活） - 大内郷太郎 役
- 森繁よ何処へ行く（1956年6月、東京映画） - 芹沢 役
- ある女の場合（1956年8月、東宝） - 細川茂也 役
- いで湯の姉妹（1956年11月、東宝） - 原田康三 役
- 歌う不夜城（1957年1月、東宝） - 菊麿 役
- 忘却の花びら 完結篇（1957年7月、東宝） - 庄田昭則 役
- 大当り三色娘（1957年7月、東宝） - 板倉章太 役
- ドジを踏むな（1958年9月、東宝） - 沢井清二郎 役
- 真夜中の顔（1958年9月、歌舞伎座） - 遠山 役
- 煙突娘（1958年10月、歌舞伎座） - 神山啓三 役

### テレビドラマ
- 1958年9月 おかあさん
- 1958年12月 影のない女
- 1959年2月 春は雪にまみれてくる
- 1959年1月 - 3月 裁判
- 1959年3月 青空通り
- 1959年3月 飼育
- 1959年4月 あの波の果てまで
- 1959年4月 - 12月 屋根の下に夢がある
- 1959年5月 光は歌声より
- 1959年7月 黄色いカーテン
- 1959年7，8月 裁判
- 1959年8、9月 母と子
- 1959年11月 パパの秘密
- 1959年11月 寒い朝（原作：石坂洋次郎）
- 1959年12月 蜘蛛の巣
- 1959年12月 現代幸福論（女の幸せについて)
- 1959年12月 子を取ろうの霊
- 1960年1月 真冬の夜の夢
- 1960年1月 お母さん（東京の宿)
- 1960年1月 大江戸の鷹
- 1960年1月 豪傑秘伝（諸岡一羽の三人の弟子）
- 1960年2月 最後の楽譜
- 1960年2月 雨の扇
- 1960年3月7&14日 赤い雪
- 1960年3月 妻女とカンガルー
- 1950年3月 お母さん（春のクリスマス)
- 1960年3月 蒼氓
- 1960年3月 まぼろし
- 1960年4月 春近き日に
- 1960年4月 契約結婚
- 1960年4月 極印
- 1960年4月 花環
- 1960年5月 源助横丁
- 1960年5月 こわれた花瓶
- 1960年6月 剣豪秘伝（秘剣虎飛崩し）
- 1960年6月 まわれ人生（純愛)
- 1960年6月 赤いすずらん
- 1960年6月 明日ある白衣
- 1960年6月 浪人祭
- 1960年6月&7月 女の四季（家出する時)
- 1960年7月 新しいBF
- 1960年7月&8月 女の四季（孤独な女)
- 1960年7月 いつでも空は澄んでいる（誘蛾灯）
- 1960年8月 人生うらおもて（臨時昇給）
- 1960年8月 死と恋と波と
- 1960年8月 パンと恋
- 1960年8月 家庭新聞
- 1960年9月 剣豪秘伝
- 1960年9月 暇すぎた罪
- 1960年10月 銀座慕情
- 1960年10月 7日 - 14日 二十三年
- 1960年10月 黄山瀬
- 1960年10月 影と実体
- 1960年10月 挿絵の女
- 1960年11月 誂えた恋
- 1960年11月 剣豪秘伝：血の果て
- 1960年12月 侍 第5回「梅樹」
- （放送日或いは映画館上映日不詳）風光る日に
- 1961年1月 マダムは夜歩く
- 1961年1月 銀座の雪
- 1961年1月 雪国（原作：川端康成）
- 1961年1月 オリーブ地帯
- 1961年1月 不法所持
- 1961年2月 悪人往生
- 1961年2月 ともしびの街
- 1961年3月 おかあさん あるうららかな晴れた日々
- 1961年3月 部長とその秘書
- 1961年3月 傍観者
- 1961年3月 裏長屋物語
- 1961年5月 おかあさん 若いママさん
- 1961年5月 - 6月 女が階段を上る時
- 1961年5月 指名手配 仮面の男
- 1961年6月 - 8月 ある落日
- 1961年7月 女舞
- 1961年7月 純白の夜（原作：三島由紀夫）
- 1961年9月 鬼の夜ばなし
- 1961年9月 正義の人
- 1961年10月 宗方姉妹（原作：大佛次郎）
- 1961年11月 ある愛情
- 1961年12月 - 1962年1月 波
- 1962年1月 愛する権利
- 1962年2月 - 1962年7月 青い足音
- 1962年2月 水
- 1962年2月 お仙の家
- 1962年3月 - 1962年4月 蒼い描点（原作：松本清張）
- 1962年4月 - 1962年7月 風の視線（原作：松本清張）
- 1962年4月 - 1962年6月 野望
- 1962年5月 おかあさん 匂いある花
- 1962年6月 - 1962年7月 お嬢さん（原作：三島由紀夫）
- 1962年6月 - 1962年7月 人 妻よ横にねむれ
- 1962年7月 - 1963年5月 欲ぼけ色ぼけ
- 1962年8月 人生の四季 花火馬鹿
- 1962年9月 ＝女＝ 雌しべの季節
- 1962年9月 おせっかいな季節
- 1962年9月 濁った陽
- 1962年10月 - 1962年12月 息子の縁談
- 1962年10月 愛人 愛するということ
- 1962年10月 おかあさん ある日本人の妻
- 1962年11月 - 1963年5月 あゝ美しき人ゆえに
- 1962年12月 火山湖
- 1962年12月 純愛シリーズ 冬の表情
- 1963年1月 - 1963年10月 愛のうず潮
- 1963年1月 女の園 縁むすび
- 1963年3月 ドライママ
- 1963年4月 - 1964年3月 虎の子作戦
- 1963年4月 母の初恋（原作：川端康成）
- 1963年5月 美しき悪魔
- 1963年5月 おかあさん 遠い人
- 1963年6月 - 1963年11月 その影を砕け！
- 1963年6月 嫁ぐ日まで つゆ晴れ
- 1963年6月 破壊された男
- 1963年12月 二十四才の憂うつ
- 1963年12月 寒い朝
- 1964年3月 示談屋
- 1964年3月 お菊はん
- 1964年3月 彼岸花
- 1964年4月 喪われた街
- 1964年4月 朝の花
- 1964年5月 - 6月 女が階段を上る時
- 1964年6月 - 1965年1月 結婚作戦
- 1964年7月 しあわせ・はんと ズバリ答えます
- 1964年8月 復讐
- 1965年1月 巳年のふぐはよく当る
- 1965年1月 - 4月 寒い朝
- 1965年2月 - 9月 ミスター・シャネル
- 1965年3月 - 9月 泣虫小僧
- 1965年6月 母の記録 梅の木とともに
- 1966年7月 花莚
- 1966年8月 日曜日
- 1966年8月 ああ！夫婦 雲の上の夫婦
- 1966年9月 土性つ骨
- 1966年10月 夫婦百景 殴られ損
- 1966年10月 喜劇役者
- 1966年11月 ああ！夫婦 売り言葉に買い言葉
- 1967年1月 謹賀新婚
- 1967年11月 - 1968年4月 ちょっとまってパパ
- 1968年2月 - 9月 西陣物語
- 1968年10月 - 1969年2月 若い川の流れ
- 1969年1月 - 6月 母恋横丁
- 1969年8月 - 11月 見合い恋愛
- 1970年8月 - 9月 熱砂の慕情
- 1973年4月 - 6月 結婚許しません（阪急ドラマシリーズ）